# Chiesa di San Pietro Martire (Giacciano con Baruchella)
La chiesa di San Pietro Martire è una chiesa sita a Baruchella, frazione del comune sparso di Giacciano con Baruchella. Sorta nel XVI secolo in sostituzione di un precedente piccolo edificio dalla stessa dedicazione del quale vi è traccia già dal 1500, fu oggetto per molto tempo, quale chiesa di confine, di profanazioni da parte di briganti e masnadieri di passaggio, ricevendo la consacrazione e lo status di chiesa parrocchiale solo in tempi recenti. Scampata alla devastante rotta del 1789, dove del paese si salvò solo chiesa, canonica e osteria, è pur con gli ampliamenti del XVII secolo l'edificio storico più antico del territorio comunale.

## Storia
L'originaria chiesetta con dedicazione a san Pietro martire (o di Verona) risale all'insediamento nel territorio di un tale Domenico Cisamini, detto "il Baruchello", della famiglia Cisamini della Fratta, nobili ferraresi , che ricevette l'investitura nel 1471 dall'abate della Vangadizza Bartolomeo Tarulfo. Nel realizzare la sua residenza in località "la Verega" ne costruì anche un piccolo oratorio quale cappella gentilizia, dotato di un singolo altare, col minimo indispensabile di attrezzatura e paramenti sacri, con una lanterna per il S. Viatico e il "liber Baptizatorum". Citato come già esistente nel 1500 e in un successivo documento del 1507, questo resistette fino al 1528 quando, a causa dei danni subiti a causa di un'inondazione, venne abbattuto.
L'attuale edificio sorse per volontà di Don Ippolito da Baruchella, terzo rettore del territorio, il quale ottenuta l'autorizzazione dall'abate della Vangadizza nel 1524 aliena 40 suoi campi e avvia la costruzione della nuova chiesa, nuovamente con dedicazione a san Pietro martire, con parte del ricavato dell'alienazione versata d'obbligo all'abbazia.
L'edificio, terminato nel 1564, era arredato con più altari, il maggiore dedicato alla Madonna e ai santi Sebastiano e Rocco. Come riportato dalla visita del vescovo Canano del 1564, dove trovò, come curato, Fra Paolo dei Minori Conventuali Francescani, la chiesa era attorniata dal cimitero che chiese dovesse essere recintato; nell'occasione ricordò che i registri anagrafici dovevano essere tenuti secondo le prescrizioni tridentine. In quel periodo il paese dovette combattere con la miseria sottostare a durissime privazioni, causa frequenti alluvioni e conseguente carestia.
Nel 1642 si rese necessario un terzo sostanziale intervento all'edificio, con conseguente ampliamento dello stesso, che riguardò anche il campanile e le tre campane citando anche una nuova scala di corda. Nel 1627 venne aggiunto un quarto altare dedicato alla Madonna della Cintura. La devastante rotta del 1789 rase al suolo tutto l'abitato del quale riuscirono a salvarsi solo la chiesa, la canonica e osteria. Nel 1792 l'Abbazia territoriale della Vangadizza venne soppressa e tutte le parrocchie sottoposte passarono sotto l'influenza territoriale della Diocesi di Adria, cui fece seguito, l'anno successivo, la visita del vescovo Speroni degli Alvarotti. A quel tempo la chiesa risultava ancora non consacrata, conseguenza delle dispute di confine tra il Ducato di Ferrara e la Repubblica di Venezia che si conclusero solo 1569 e che ne faceva preda di scorribande di briganti e masnadieri. Solo nella visita del 1944 del vescovo Guido Maria Mazzocco questo dichiarò la chiesa essere consacrata.

## Descrizione

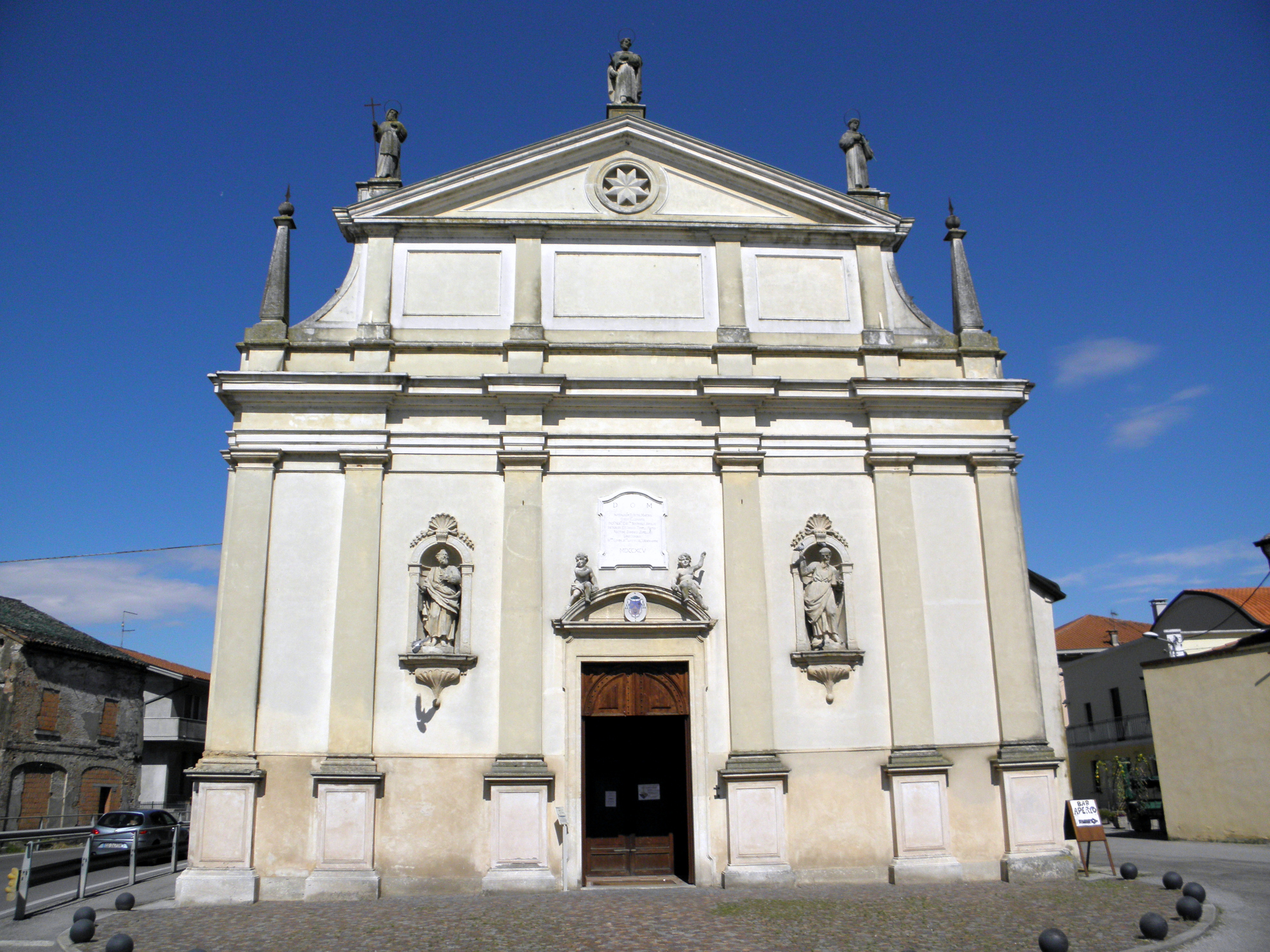
La facciata.

L'edificio è a singola navata, con l'interno "a sala veneziana", e conserva altari di evidente impronta tardo barocca. Il soffitto presenta una parte centrale affrescata e la controfacciata integra la cantoria e l'organo a canne.
La facciata, di impostazione neoclassica, è scandita da due ordini di lesene piatte sormontate da un timpano al cui centro è presente una stella a otto punte. Superiormente è ornata da tre statue in pietra, che sostituiscono le originarie, distrutte, che raffigurano al centro san Pietro martire e ai lati san Francesco di Paola e sant'Antonio di Padova.
Nelle nicchie del primo ordine si trovano a sinistra del portale la statua di san Pietro apostolo, a destra quella di san Paolo di Tarso. In controfacciata è presente la cantoria, in cui si trova un organo a due manuali, costruito dalla bottega Farinati nel 1912. 
Il campanile, alto 50 m, risale al XVII secolo e nel suo aspetto risente della mutilazione della guglia terminale distrutta da un fulmine nel 1845. Al suo interno ospita 4 campane, di seguito i dati:
1) campana maggiore, nota solb3, restituita da Colbachini Padova nel 1947
2) seconda, nota lab3, fusa da Cavadini Verona nel 1844
3) terza, nota sib3, restituita da Colbachini Padova nel 1947
In canonica è conservata il sonello, campana rifusa più volte e non più utilizzata. Prima della ricostruzione del telaio si trovava in cella insieme alle altre, e veniva suonata 5 minuti prima dell'inizio della messa. 
- Il telaio in acciaio è stato ricostruito nel 2021, dopo che il precedente in ferro era logoro. Per l'occasione sono state aggiunte le reti anticolombi. 
- Le due campane restituite nel 1947 pesano insieme 711 kg.
- Il campanile oscilla abbastanza durante le suonate.
- Le ore vengono battute sulla campana maggiore, che dà un singolo tocco alle mezze ore.
Cenni sulla programmazione:
- la terza campana suona alle ore 7, 12 e 20 per gli angelus
- plenum eseguito 15 minuti (prima della messa domenicale)